# Coti I
Coti I (in greco antico: Κότυς?, Kòtys; fine V secolo a.C. – 358 a.C.) fu re della Tracia nella prima metà del IV secolo a.C..

## Biografia
Nato durante il regno di Seute I, divenne re dopo l'assassinio del predecessore, Ebrizelmi.
Guadagnando il trono Odrise gli ateniesi strinsero alleanza con lui. Volendo rendere la sua posizione più forte Cotys dette in sposa sua figlia al generale Ateniese Ificrate che in breve divenne la seconda persona più importante del regno.
Nel 375 a.C. i Triballi, una potente tribù trace della Mesia, si ribellò contro il suo regno. Una delle ragioni di questa rivolta era che i Triballi non potevano prendere beni preziosi e altri oggetti dal sud. Cotys fermò la ribellione ricostruendo la città greca di Pistiros.
Durante la rivolta di Ariobarzane in Persia, Coti si oppose a lui e ai suoi alleati, gli Ateniesi. Poco dopo egli stesso combatté contro gli Ateniesi per il controllo del Chersoneso Tracico. Contro ogni aspettativa il re trace vinse, e nel 359 guadagnò il controllo di tutta la Penisola del Chersoneso.
Nello stesso anno si alleò con il nuovo re Macedone, Filippo II. Nel 358 a.C. fu ucciso dai figli di un uomo a cui aveva fatto un torto, i fratelli Eraclide di Eno e Pitone di Eno, entrambi allievi di Platone; ne conseguì che il suo regno si divise in tre stati.
La sua fama nell'antichità, testimoniata da aneddoti riportati come emblematici, fu connessa anche all'amore per lo sfarzo, agli atteggiamenti di crudeltà e all'inclinazione all'ubriachezza: il lessico Suda riporta un riassunto delle varie posizioni e descrive il caso del suo uxoricidio, mentre Teopompo parla della sua grottesca cerimonia di matrimonio con la dea Atena. Tuttavia, durante il suo regno i Traci non ebbero mai molto prestigio.
Presso l'Isola Livingston, nelle isole Shetland Meridionali, in onore del re Coti I esiste il Kotis Point.